# Thập niên 1640
Thập niên 1640 là thập niên diễn ra từ năm 1640 đến 1649.

## Chính trị và chiến tranh

### Chiến tranh
Cách mạng tư sản Anh